# 多里冰原島峰
76°47′S 161°18′E / 76.783°S 161.300°E
多里冰原島峰（英語：Dory Nunatak），是南極洲的冰原島峰，位於維多利亞地的斯科特海岸，長2.2公里，處於多特森嶺西南面3公里，由新西蘭探險隊命名，現時由南極條約體系管理。